# Azor
Pour le film sorti en 2021, voir Azor (film).
Azor (hébreu : אָזוֹר, arabe : أزور) ( Azur) est une petite ville (conseil local) du District de Tel Aviv, sur l'ancienne route conduisant de Jaffa à Jérusalem, au sud de Tel-Aviv. Créé en 1948 sur le site du village arabe de Yazour, Azor a reçu le statut de conseil local en 1951. En 2022, elle avait une population de 13 481 habitants et s’étendait sur une superficie de 2 415 dunams (2,415 km2).

## Étymologie
Le nom Azor fait référence à la ville antique d'Azur (« puissant, héroïque »), devenue par la suite un village dont le nom arabe est Yazour. À sa fondation, la ville moderne avait été nommée Mishmar HaShiva (« Gardien des Sept ») en souvenir de sept soldats juifs tués pendant la guerre d'indépendance de 1948, mais le comité gouvernemental chargé de l'attribution des toponymes, qui veillait à l'économie des noms bibliques, décida pour Azor.

## Histoire
Voir l'article Yazur.
En 2020 devrait ouvrir dans cette localité le Parc Ariel Sharon.

## Les résidents célèbres
- Matvey Natanzon, joueur de backgammon[4]
- Margalit Tzan ani[5]